# Попов Іван Іванович
Іван Іванович Попов ((30 січня 1975 , Даниловський район (Волгоградська область), Волгоградська область ) — російський воєначальник, генерал-майор (2023). Командував 58-ою загальновійськовою армією у 2023 році. У липні 2023 року усунений з посади після доповіді командуванню про проблеми в російській армії.

## Життєпис
Народився 30 січня 1975 року на невеликому фермерському хуторі Даниловського району Волгоградської області. В юності хотів піти стопами батька як прикордонник, прагнучи вступити до Алма-Атинського вищого прикордонного командного училища, але після розпаду Радянського Союзу подав заяву і був прийнятий до Московського вищого військового командного училища в 1992 році. Його перше призначення після закінчення навчання було командування взводом у 56-му десантно-штурмовому полку Північно-Кавказького військового округу. У складі полку брав участь у Другій російсько-чеченській війні. Закінчив Загальновійськову академію і був направлений до оперативного управління штабу Північно-Кавказького військового округу, беручи участь у російсько-грузинській війні 2008 року. Згодом служив у Національному центрі управління обороною.
Закінчивши в 2015 році Військову академію Генерального штабу РФ, Іван Попов був призначений командиром 33-ї окремої мотострілецької бригади (Горний) в Адигеї. З 2015 по 2017 рік — командир 20-ї окремої гвардійської мотострілецької бригади у Волгограді, водночас начальник Волгоградського військового гарнізону.
У травні 2018 року був призначений начальником штабу 22-го армійського корпусу Чорноморського флоту в Криму і одночасно був начальником Сімферопольського військового гарнізону. З початком російського вторгнення в Україну в 2022 році обіймав посаду начальника штабу 11-го армійського корпусу Балтійського флоту.
У травні 2022 року Попов став начальником штабу 11-го армійського корпусу в Калінінградській області.
У червні 2022 року вже командував російськими військами в районі Балаклії, керуючи хаотичним відступом під час українського контрнаступу у вересні. Незважаючи на поразку, до березня 2023 року Попов отримав звання генерал-майора. Іван Попов був призначений командувачем 58-ї загальновійськової армії, яка відповідала за Запорізький напрям — 8 червня він доповідав про відображення українських ударів під час контрнаступу ЗСУ.
11 липня Telegram-канал ВЧК-ОГПУ повідомив, що Івана Попова було відсторонено від командування за вимогу про ротацію довірених йому частин. Він вирушив з доповіддю до начальника генштабу РФ Валерія Герасимова і розповів, що ті, хто перебуває на передовій підрозділі, потребують ротації через великі втрати в Пологівському районі Запорізької області. У відповідь Герасимов звинуватив Попова в панікерстві та шантажі. Після цього Попов вирішив донести інформацію вже особисто до Володимира Путіна. Після того як він це спробував зробити, його відсторонили.
12 липня 2023 року депутат Держдуми Андрій Гурулєв, який у минулому також командував 58-ю армією, опублікував у своєму телеграм-каналі голосове звернення схоже на Попова і підписане його ім'ям, яке призначалося товаришам по військовій службі. У зверненні генерал Попов заявив, що його усунули з посади після того, як він доповів командуванню про проблеми в російській армії, що стосуються «бойової роботи» та забезпечення, та про конфлікт зі «старшими начальниками».
У зверненні названо «головну трагедію сучасної війни»: відсутність контрбатарейної боротьби та станцій артилерійської розвідки, а також масову загибель російських військовослужбовців від артилерії ЗСУ. За словами генерала, наказ про його звільнення був «створений за один світловий день» і «підписаний міністром оборони» Сергієм Шойгу, оскільки, як вважає Попов, "старші начальники відчули в ньому небезпеку ".

## Кримінальне розслідування
21 травня 2024 року був заарештований у кримінальному звинуваченні про шахрайство в особливо великих розмірах (а саме, у розкраданні більш ніж 1700 тонн металу, закупленого окупаційною адміністрацією Запорізької області як гуманітарна допомога)..

## Нагороди
- орден Кутузова ;
- орден Мужності ;
- орден «За військові заслуги» ;
- медаль ордену «За заслуги перед Батьківщиною» 2-го ступеня із мечами;
- медаль Жукова ;
- медалі Міністерства оборони РФ